# Université de Yaoundé II
Ne doit pas être confondu avec Université de Yaoundé I.
L'université de Yaoundé II (anglais : University of Yaounde II) est une université publique d'Afrique centrale dont le campus principal est situé à Soa au nord-est de Yaoundé, la capitale politique du Cameroun. Elle est établie sur les campus universitaires de Ngoa Ekellé et Obili à Yaoundé, ainsi que dans deux régions camerounaises à Bertoua et Ebolowa. 

## Historique
Née de la réforme de l'enseignement supérieur au Cameroun en 1993, l'université de Yaoundé II est issue (avec l'université de Yaoundé I) de la scission de l'université de Yaoundé. Les campus annexes de la Faculté des sciences juridiques et politiques sont établis à Bertoua et Ebolowa en 2015.

## Organisation
L'université de Yaoundé II est composée de deux facultés, de deux instituts et d'une école :

### Facultés
- Faculté des sciences juridiques et politiques (FSJP)
- Faculté des sciences économiques et de gestion (FSEG)

### Instituts
- Institut des relations internationales du Cameroun (IRIC)
- Institut de formation et de recherche démographiques (IFORD)

### École
- École supérieure des sciences et techniques de l'information et de communication de Yaoundé (ESSTIC)

## Campus
L'université est installée dans cinq Campus localisés à Soa au nord de Yaoundé, Ngoa Ekélé et Obili dans la commune de Yaoundé III, Bertoua dans la région de l'Est et Ebolowa dans la région du Sud.

## Recteurs
Plusieurs personnalités se sont succédé à la tête de l'Université depuis 1993 :
- 1993 : Marcien Towa
- 1993-1999 : Ephraim Ngwafor
- 1999-2003 : Bruno Bekolo Ebe
- 2003-2012 : Jean Tabi Manga
- 2012-2015 : Oumarou Bouba
- 2015-2017 : Ibrahima Adamou
- 2017-2024 : Adolphe Minkoa She
- Depuis 2024 : Richard Laurent Omgba

## Personnalités liées à l'université

### Enseignants
- Kourra Félicité Owona Mfegue
- Mathias Eric Owona Nguini
- Séraphin Magloire Fouda
- Justine Diffo
- Mvuh Njoya Youssouf

### Anciens étudiants
- Blandine Tona, femme politique ;
- Careen Pilo, romancière;
- Cyrielle Raingou (? - ), réalisatrice camerounaise;
- Judith Yah Sunday, haut-fonctionnaire;
- Modeste Mopa Fatoing, haut fonctionnaire;
- Yannick Martial Ayissi Elounddou, homme politique.